# Hrobka Kleinů (Sobotín)
Hrobka Kleinů je stavba v Sobotíně (okres Šumperk), díky monumentální architektuře označovaná též jako mauzoleum, byla postavena v letech 1881–1887. Přes dlouholetou devastaci v období po druhé světové válce je významným dokladem sepulkrální architektury druhé poloviny 19. století spojeným s působením významné podnikatelské rodiny Kleinů na severní Moravě. Od roku 1958 je kulturní památkou.

## Historie

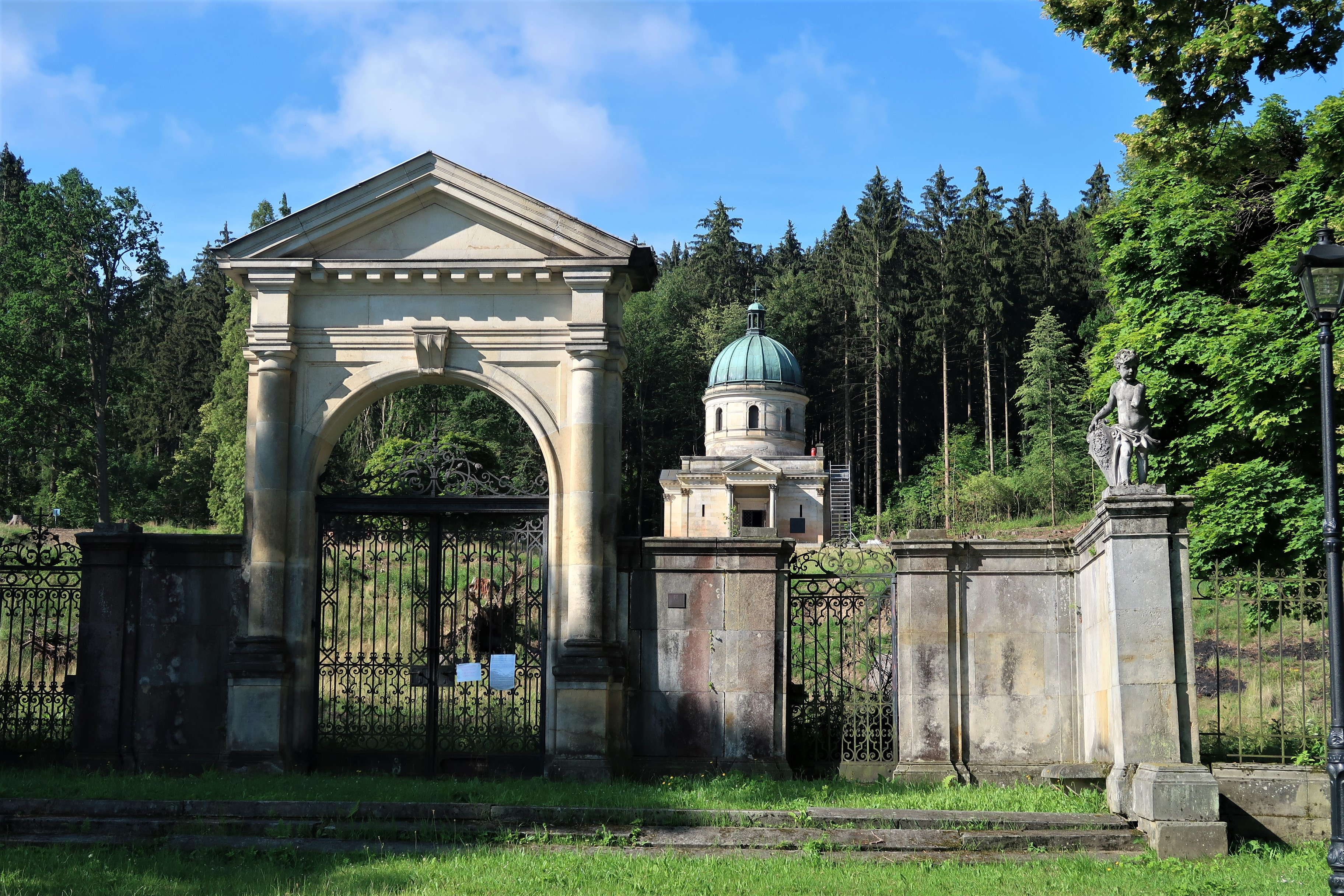
Sobotínská hrobka Kleinů (stav červenec 2020)

Původním pohřebištěm rodiny Kleinů sídlících v Sobotíně byl hřbitov u místního kostela sv. Vavřince. Nad kostelem převzala rodina patronát v roce 1844 při zakoupení vízmberského panství (dnes Loučná nad Desnou). Na hřbitově u kostela byl pochován Albert Klein (1807–1877), první majitel sobotínského zámku a jeden z nejúspěšnějších členů rodiny. V generaci jeho potomků již Kleinové neměli tak silnou ekonomickou pozici, přesto ale dávali najevo své společenské postavení spojené s šlechtickým titulem. Albertův dědic Friedrich Klein (1850–1915) podnikl po otcově smrti nákladné stavební úpravy sobotínského zámku a nakonec přistoupil k vybudování rodové hrobky, která díky své monumentální architektuře bývá označována jako mauzoleum. Vzhledem k vysokým finančním nákladům se stavba hrobky protáhla na několik let (1880–1887) a nakonec nebyla ani realizována ve všech původně plánovaných detailech (nevznikl například kruhový bazén s květinovými záhony za vstupní branou). 
Projektovou dokumentaci mauzolea a parkové úpravy jeho okolí vypracoval vídeňský architekt Wenzel S. Baumheyer v roce 1880. Stavební práce probíhaly v letech 1881–1885, drobné řemeslnické práce byly dokončeny v roce 1887. Na podzim 1887 (stejně jako v případě druhé rodové hrobky v Loučné) bylo okresním hejtmanstvím v Šumperku povoleno umístit do mauzolea ostatky Alberta Kleina a jeho dětí pohřbených u kostela sv. Vavřince. Postupně sem byly převezeny i rakve dalších členů rodu pohřbených na různých místech (Praha, Krnov). Kapacita hrobky byla stanovena na 40 rakví, kvůli nadměrné vlhkosti se ale přestalo pohřbívat v roce 1919. V letech 1927–1928 podnikli Kleinové nákladnou rekonstrukci hrobky, k uvažované obnově pohřbů do krypty ale nedošlo. 
Na základě Benešových dekretů byl majetek Kleinů v roce 1945 zkonfiskován a rodina byla odsunuta. Hrobka zůstala volně přístupná a během následujících let se mnohokrát stala objektem zájmu zlodějů a vandalů. Četné pokusy o zajištění vstupu do kaple a krypty zůstaly neúčinné a interiér byl postupně zcela zdevastován. V 50. letech byl vchod do krypty zazděn na příkaz okresního hygienika, ale k dalším úspěšným pokusům proniknout dovnitř docházelo i nadále. Dobová svědectví hovoří i o otvírání rakví a pokusech prodat šperky z vykradených hrobů. Ke změně došlo počátkem 60. let, kdy o hrobku projevili zájem památkáři (v roce 1958 byla hrobka zapsána na seznam kulturních památek). Z iniciativy Vlastivědného muzea v Šumperku došlo k definitivnímu zabezpečení hrobky, ostatky Kleinů byly uloženy do nových rakví, plánována rekonstrukce se ale nekonala. Po roce 1989 převzala správu hrobky obec Sobotín a v roce 1999 došlo k přemístění ostatků Kleinů na hřbitov u kostela sv. Vavřince, což proběhlo za finanční účasti potomků Kleinů žijících v zahraničí. Seznam pohřbených členů rodiny je umístěn na pamětní desce na zdi kostela. 

## Popis

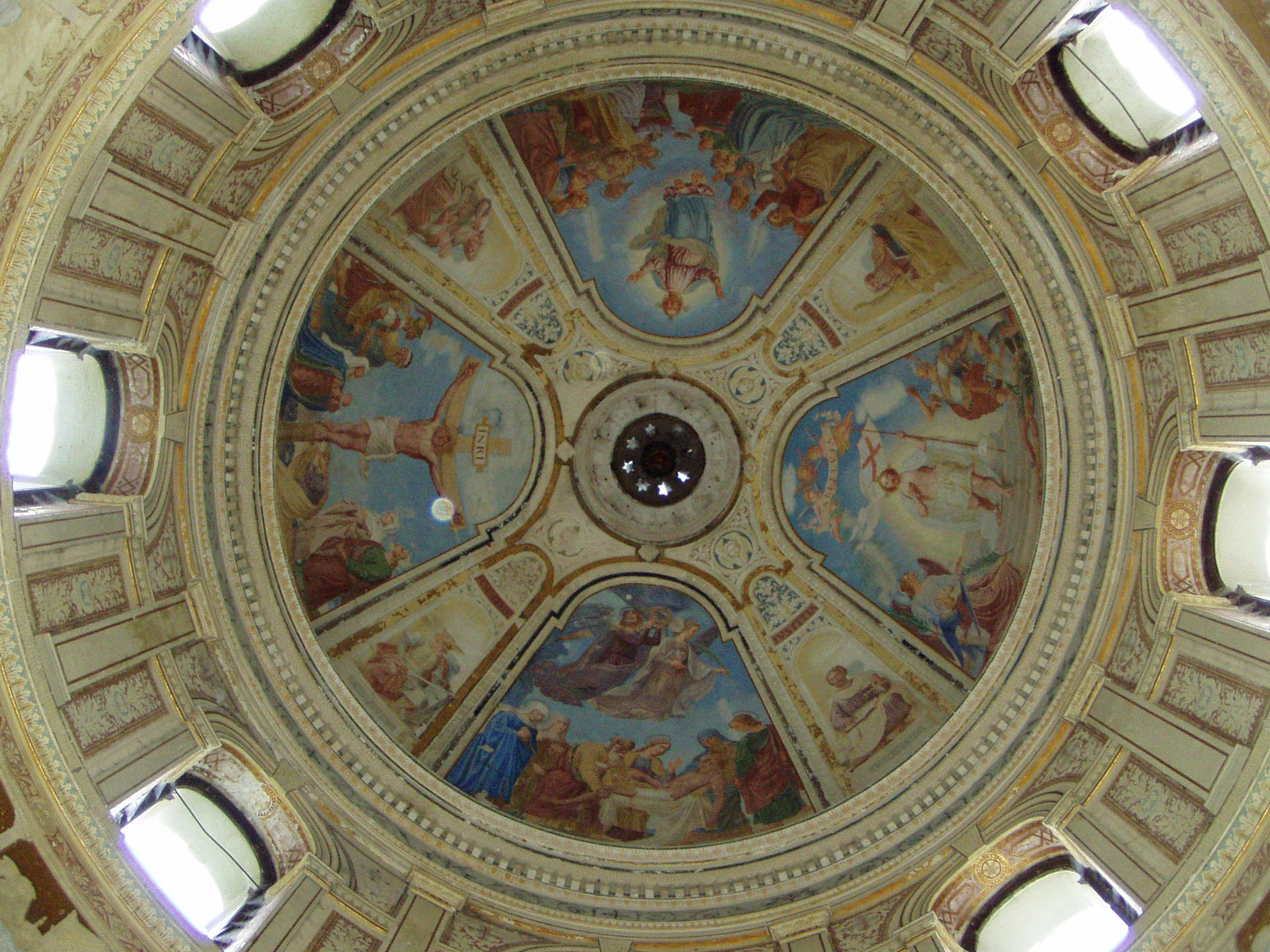
Nástropní freska v kapli s výjevy Umučení Páně

Hrobka se nachází na vyvýšeném prostranství přibližně půl kilometru jižně od sobotínského zámku. Jedná se o samostatně stojící stavbu v historizujícím slohu sestávající ze dvou částí. Krypta na čtvercovém půdorysu je z větší části zapuštěna do země, nad povrchem byla zakončena terasou. Balustrádové zábradlí kolem terasy se čtyřmi kovovými sochami andělů bylo zničeno po druhé světové válce. Nad kryptou stojí cihlová kaple obložená žulou a pískovcem s prvky palladiánské architektury. Kaple je postavena na půdorysu čtverce s dvěma bočními kaplemi a chórem, portikem pod hlavním vchodem a zakončená kopulí na tamburu.V nárožích je dělena pilastry. Tambur kopule je členěna plochými pilastry. Střecha kopule je plechová ukončená lucernou s křížem. Do kaple se vcházelo hlavním schodištěm z terasy, vstup do krypty byl ze zadní části mauzolea. Kaple měla poměrně skromné vybavení, umělecké prvky byly vesměs zničeny. Kryptu tvořil centrální prostor s mramorovou sochou anděla v životní velikosti (dnes též zničenou) a nikami pro umístění rakví. Zatímco většina interiérů kaple i krypty byla zničena během několika desetiletí po druhé světové válce, dobře zůstala dochována nástropní freska v kapli se čtyřmi výjevy z cyklu Umučení Páně od rakouského malíře Franze Jobsta. 
Díky dlouhodobě neuspokojivému stavu je hrobka Kleinů v kategorizaci Národního památkového ústavu klasifikována jako ohrožená památka. V režii obce Sobotín probíhá dlouholetá obnova, interiér bývá příležitostně zpřístupněn pro veřejnost. 